# 션힝 스퀘어
션힝 스퀘어(중국어: 信兴广场 신흥광장[*], 영어: Shun Hing Square) 혹은 션 힝 광장, 지왕 빌딩(중국어: 地王大厦)은 중국 선전에 있는 마천루이다. 1996년 완공되었으며, 지상 384m, 69층의 초고층 빌딩이다. 완공 당시 중국에서 제일 높은 빌딩이었으며, 기존의 아시아 최고층 빌딩이었던 홍콩 센트럴 플라자를 제치고 아시아 최고층빌딩의 자리에 올랐다. 이 지위는 1997년 광저우시에 391m, 80층의 시틱 플라자가 건설되기 전까지 이어졌다. 션힝 스퀘어는 선전에서 킹키 100 (100층, 450m) 다음으로 2번째로 높으며, 중국 본토에서 9번째, 세계에서 22번째로 높은 건물이다.